# İstanbul Paten SK
Der İstanbul Paten Spor Kulübü ist ein türkischer Eishockeyclub aus Istanbul, der 1987 gegründet wurde und bis 2009 an der türkischen Superliga teilnahm. Die Heimspiele des Clubs werden in der Galleria Ataköy ausgetragen.
1998 wurde der Club zum ersten und bis heute (2010) einzigen Mal türkischer Meister. Damit war er zur Teilnahme am IIHF Continental Cup 1998 berechtigt, wo er in der ersten Runde ausschied. Beim IIHF Continental Cup 1999 und IIHF Continental Cup 2000/01 schied der Club ebenfalls in der ersten Runde aus.
2009 stellte der Club den Spielbetrieb ein. Zur Saison 2012/13 stellte der Verein wieder eine Mannschaft, die aber in 12 Spielen deutlich erfolglos blieb.